# Caco Senante
Juan Carlos Senante Mascareño, más conocido como Caco Senante (Santa Cruz de Tenerife, 25 de octubre de 1949), es un cantante español. En la década de los años 70 comenzó a cantar música popular latinoamericana, afición que dejaría a partir de 1975 cuando comenzó a componer sus propias canciones. Dentro de su repertorio se encuentran versiones musicales de poemas escritos por poetas canarios y temas relacionados con Canarias.

## Trayectoria
Se trata de uno de los primeros impulsores de la Nueva Canción Canaria. Sus dos primeros discos pueden encuadrarse dentro de lo que es la canción protesta o canción de autor.
Durante su primera etapa solía participar en conciertos organizados por colectivos sociales, políticos y sindicales, participando en las distintas movilizaciones que tenían lugar durante la llamada transición.
Su primer disco, Entre amigos, contó con la colaboración de Teddy Bautista y Taburiente, y en él se incluían temas como Yo poeta declaro (poema de Agustín Millares Sall) En 'Canarias canta' publicó Endecha de las dos islas (poema de Pedro Lezcano musicado por el grupo Palo).
Su segundo disco se tituló ¿Qué te pasa tierra mía?, en el que se incluían Siete (dedicado a los presos políticos del MPAIAC) y Ser gaviota.
A partir del tercer disco, Chateaubriand (filete y salsa) se produce un cambio radical en su concepción musical, centrándose ahora en la salsa. Este disco incluía el tema Una gaviota en Madrid, además de algunos temas de Pablo Milanés, Noel Nicola y Rubén Blades. 
Su cuarto disco Mojo picón incluía el tema homónimo, el más conocido del cantante. 
También ha colaborado en programas de radio y televisión. Así, interpretó un papel en la comedia española Farmacia de guardia a principios de los noventa, y fue colaborador del programa La media vuelta de la Cadena Ser.
Actualmente presenta 'El club de las canciones bonitas' en Libertad FM.

## Filmografía
- Con el culo al aire (1980)
- Buscando a Perico (1982)
- Y del seguro... líbranos, Señor! (1983)
- Futuro imperfecto (1985)
- Todo por la pasta (1991)
- Corazón loco (1997)
- ¡Ja me maaten...! (2000)
- Farmacia de guardia (1992) (varios capítulos de la 1ª y 2ª temporada)
- Miguel Velázquez, el catedrático del ring (2025). Documental

## Discografía
A día de hoy, Caco Senante tiene publicados trece discos así como dos recopilatorios.
- Entre Amigos (1976)
- ¿Qué te pasa, tierra mía? (1978)
- Chateaubriand (filete y salsa) (1980)
- Mojo Picón (1982)
- Y después...que le pongan salsa (1984)
- Hagan juego (1985)
- Te vas a enterar (1988)
- Loco Veneno (1989)
- Isleño (1992)
- Igual que ayer (con Pablo Milanés) (1995)
- Canarias sin distancia (1996)
- En la puta Calle (1998)
- Mil Maneras (2002)
- Lo mejor de los mejores (2003)

### Recopilatorios
- Con mojo y salsa
- Gaviota en tierra

| Predecesor: Bohemia | España en el Festival de la OTI 1985 | Sucesor: Vicky Larraz (1987) |

- Datos: Q8254692
- Multimedia: Caco Senante / Q8254692